# Matt Malloy
Matt Malloy, né le 12 janvier 1963 à Hamilton, New York est un acteur américain.

## Biographie
Matt Malloy est né le 12 janvier 1963 à Hamilton, New York. Il a étudié à l'Université d'État de New York à Purchase.
Son oncle est l'acteur, Henry Gibson.

### Vie privée
Il est marié à Cas Donovan.

## Carrière
Il commence sa carrière au cinéma en 1989 dans la comédie L'Incroyable Vérité d'Hal Hartley. Il retrouve ce dernier et Adrienne Shelly deux ans plus tard dans Trust Me.
En 1994, il incarne le dramaturge Marc Connelly dans le film Mrs Parker et le cercle vicieux (Mrs Parker and the Vicious Circle) d'Alan Rudolph
En 1997, il joue aux côtés d'Aaron Eckhart dans la comédie noire, En compagnie des hommes.
En 2004, il tourne dans plusieurs épisodes de Six Feet Under et il partage la vedette avec Nicole Kidman dans le film Et l'homme créa la femme. Cette même année, il retrouve David Mamet pour le film SpartanFilmographie

## Filmographie

### Cinéma

#### Longs métrages
- 1989 : L'Incroyable Vérité (The Unbelievable Truth) d'Hal Hartley : Otis
- 1990 : Frère de sang 2 (Basket Case 2) de Frank Henenlotter : Toothy
- 1991 : Trust Me (Trust) d'Hal Hartley : Ed
- 1992 : Wind de Carroll Ballard : Lyle
- 1992 : Simple Men d'Hal Hartley : Un policier
- 1992 : My New Gun de Stacy Cochran (en) : Roy Benson
- 1992 : Surviving Desire d'Hal Hartley : Henry
- 1994 : Mrs Parker et le cercle vicieux (Mrs Parker and the Vicious Circle) d'Alan Rudolph : Marc Connelly
- 1994 : Mortelle Cavale (Hand Gun) de Whitney Ransick : Un agent de sécurité
- 1995 : Across the Sea of Time de Stephen Low : Un businessman de Wall Street
- 1996 : Le Dortoir des garçons (Boys) de Stacy Cochran (en) : Le barman
- 1997 : En compagnie des hommes (In the Company of Men) de Neil LaBute : Howard
- 1997 : Pour le pire et pour le meilleur (As Good as It Gets) de James L. Brooks : Un vendeur
- 1997 : Life During Wartime d'Evan Dunsky : Le médecin de la morgue
- 1998 : Les Imposteurs (The Impostors) de Stanley Tucci : Mike / Laërte dans Hamlet
- 1998 : Armageddon de Michael Bay : Un technicien de la NASA
- 1998 : Happiness de Todd Solondz : Le médecin
- 1999 : Cookie's Fortune de Robert Altman : Eddie "L'expert" Pitts
- 1999 : L'Arriviste (Election) d'Alexander Payne : Ron Bell
- 1999 : Belles à mourir (Drop Dead Gorgeous) de Michael Patrick Jann : John Dough
- 2000 : Docteur T et les Femmes (Dr T and the Women) de Robert Altman : Bill
- 2000 : À la rencontre de Forrester (Finding Forrester) de Gus Van Sant : David Bradley
- 2000 : Séquences et Conséquences (State and Main) de David Mamet : Le directeur de l'hôtel
- 2000 : Everything Put Together de Marc Forster : Dr Reiner
- 2000 : South of Heaven, West of Hell de Dwight Yoakam : Harvey
- 2001 : The Anniversary Party de Jennifer Jason Leigh et Alan Cumming : Sanford Jewison
- 2001 : A.I. Intelligence artificielle (Artificial Intelligence : A.I.) de Steven Spielberg : Un robot
- 2001 : Get Well Soon de Justin McCarthy : Ronnie
- 2002 : Dérapages incontrôlés (Changing Lanes) de Roger Michell : Ron Cabot
- 2002 : Loin du paradis (Far from Heaven) de Todd Haynes : Un homme
- 2003 : The United States of Leland de Matthew Ryan Hoge : Charlie
- 2003 : Elephant de Gus Van Sant : Mr Luce
- 2003 : Calendar Girls de Nigel Cole : Le directeur de l'hôtel
- 2004 : Spartan de David Mamet : Mr Reese
- 2004 : Et l'homme créa la femme (The Stepford Wives) de Frank Oz : Herb Sunderson
- 2005 : Hitch, expert en séduction (Hitch) d'Andy Tennant : Pete
- 2005 : Les Seigneurs de Dogtown (Lords of Dogtown) de Catherine Hardwicke : L'arbitre
- 2006 : Mariage Express (Wedding Daze) de Michael Ian Black : Stuart
- 2006 : Something New de Sanaa Hamri : Edwin
- 2007 : Sunny & Share Love You de Matthew Buzzell : Principal Snark
- 2008 : Choke de Clark Gregg : Détective Foushee
- 2008 : Redbelt de David Mamet : L'avocat
- 2010 : Le Chasseur de primes (The Bounty Hunter) d'Andy Tennant : Gary
- 2010 : Morning Glory de Roger Michell : Ernie Appleby
- 2011 : Arthur, un amour de milliardaire (Arthur) de Jason Winer : Un homme
- 2011 : Jeff, Who Lives at Home de Jay Duplass et Mark Duplass : Barry
- 2013 : Night Moves de Kelly Reichardt : Le propriétaire du bateau
- 2014 : Two-Bit Waltz de Clara Mamet : Le conseiller
- 2016 : Loving de Jeff Nichols : Chet Antieau
- 2017 : Battle of the Sexes de Jonathan Dayton et Valerie Faris : Le psy de Riggs
- 2017 : Outside In (en) de Lynn Shelton : Russell
- 2018 : Sierra Burgess Is a Loser d'Ian Samuels : Le professeur de biologie
- 2022 : Showing Up de Kelly Reichardt : Lee

#### Courts métrages
- 1994 : Garden de James Spione : Henry
- 2003 : The Goldfish de David L. Mendel : Le vendeur de poissons
- 2004 : Wrigley d'Oliver Refson : Jim
- 2008 : The Company Man d'Andrew Zappin : Le docteur
- 2008 : The Last Days of Limbo de Jason Ward : Le vice-pape

### Télévision

#### Séries télévisées
- 1988 : Tanner '88 : Deke Connors
- 1991 : Compte à rebours (Golden Years) : Redding
- 1992 - 1993 / 1995 / 2009 : New York, police judiciaire (Law and Order) : Un technicien / Burton / Ned Lasky
- 1997 : Cracker : Richard Wheeler
- 1997 : The Practice : Donnell et Associés (The Practice) : Mr Robinson
- 1998 : Spin City : Ben
- 1999 : New York Police Blues (NYPD Blue) : Ken Jenkins
- 1999 : New York 911 : Vincent
- 1999 : Un agent très secret (Now and Again) : Un civil
- 2000 : Demain à la une (Early Edition) : Mel Schwartz
- 2000 : Ally McBeal : Dr Spickett
- 2000 : Bette : Dr Birde
- 2001 : Charmed : Dr Griffiths
- 2002 : Star Trek : Enterprise : Grish
- 2002 : Providence : Barrett Crouch
- 2002 : Philly : Norman Foster
- 2002 : Le journal intime d'un homme marié (The Mind of the Married Man) : Edmund Niffle
- 2002 : Mes plus belles années (American Dreams) : Mr Healy
- 2002 : Les Anges du bonheur (Touched by an Angel) : Christopher Murphy
- 2003 : Tremors : Dr Harold Baines
- 2004 : Malcolm : Mr Sheridan
- 2004 : Tanner on Tanner : Deke Connors
- 2004 - 2005 : Six Feet Under : Roger Pasquese
- 2005 : New York, unité spéciale (Law and Order : Special Victims Unit) : Max Long (saison 6, épisode 15)
- 2005 : Dr House : Aubrey Shifren
- 2005 : NCIS : Enquêtes spéciales (NCIS) : Dr George Petri
- 2005 : FBI : Portés disparus (Without a Trace) : Sasha Nichols
- 2006 : Boston Justice : Donald Wharton
- 2006 : À la Maison Blanche (The West Wing) : Herb
- 2006 : Médium : Alan Gardener
- 2006 : Les Experts (CSI : Crime Scene Investigation) : Max Sullivan
- 2006 - 2007 : The Unit : Commando d'élite (The Unit) : Dr Farris
- 2007 : Retour à Lincoln Heights (Lincoln Heights) : Ryan Stoppler
- 2007 : Raines : Stanley Rastow
- 2007 : K-Ville : Sheldon Lear
- 2008 : Little Britain USA : Lewis Pincher
- 2009 : Lie to Me : Schaumburg, le directeur de la NASA
- 2009 : Bones : Barney Reilly
- 2009 : Desperate Housewives : Dr Kagan
- 2009 : Hawthorne : Infirmière en chef (Hawthorne) : Larry
- 2010 : Warren the Ape : Jerry Ranken
- 2010 : Mentalist : Scott Price
- 2011 : Los Angeles, police judiciaire (Law and Order : Los Angeles) : Limpett, l'avocat
- 2011 : The Good Wife : Kevin Haynes
- 2012 : The Closer : L.A. enquêtes prioritaires (The Closer) : Mr Bateman
- 2013 : House of Lies : Neil
- 2013 : Modern Family : Pat
- 2013 : Royal Pains : Dr Oren
- 2013 - 2014 : Alpha House : Sénateur Louis Laffer Jr
- 2015 : Extant : Rogers
- 2015 : Togetherness : Un mixeur
- 2015 : Grandfathered : Van Amburg
- 2016 : Angie Tribeca : Bob Terrier
- 2017 : Z : Là où tout commence (Z : The Beginning of Everything) : Harold Ober
- 2017 : Halt and Catch Fire : Dr Lebec
- 2018 : L'arme fatale (Lethal Weapon) : Dr Samuels
- 2018 : Here and Now : Principal Schneider
- 2018 : The Resident : Jake McCrary
- 2018 : Liza on Demand : Le directeur des pompes funèbres
- 2019 - 2020 : At Home with Amy Sedaris : Leslie
- 2020 : Perry Mason : Frank Dillon
- 2020 : B Positive : Malcolm
- 2021 : Blacklist (The Blacklist) : Vincent Duke
- 2021 : The Sex Lives of College Girls : Président Lacey
- 2022 : Gaslit : Kenneth H. Dahlberg
- 2022 : I Love That for You : Chip Gold
- 2022 : Alaska Daily : Bob

#### Téléfilms
- 1988 : Ouragan sur le Caine : Le Procès (The Caine Mutiny Court-Martial) de Robert Altman : L'assistant
- 1996 : Bloodhounds de Michael Katleman : Le technicien
- 2000 : Running Mates de Ron Lagomarsino : Sam
- 2000 : The Great Gatsby de Robert Markowitz : Klipspringer
- 2000 : Hamlet de Campbell Scott et Eric Simonson : Le capitaine
- 2013 : Phil Spector de David Mamet : Dr Spitz